# Psilastephanocolporites brevissimus
Psilastephanocolporites brevissimus (лат.) — вид вымерших растений из подсемейства Мирсиновые, росших на территории современной Бразилии с плиоцена по плейстоцен.

## Систематика
Возможно, является видом рода Мирсина.

## Этимология
Видовой эпитет лат. brevissimus означает «короткий».

## История изучения
Голотип EF J-23-3/4, представляющий из себя ископаемую пыльцу, был обнаружен на реке Риу-Негру, Бразилия. Карлос Д’Аполито, Силана А. Ф. да Силвия-Каминха, Карлос Джарамилло, Родольфо Дино и Эмилио А. А. Соарес описали вид в 2018 году.

## Описание
Полярный участок большой, достигает 14 мм. Толщина экзины — 1,5 мм, толщина нексины — 0,5 мм, толщина колумеллы — 0,5 мм, толщина тектума — 0,5 мм.
Экваториальная длина — 17 мм, экваториальная ширина — 17 мм.